# حلقة زمنية

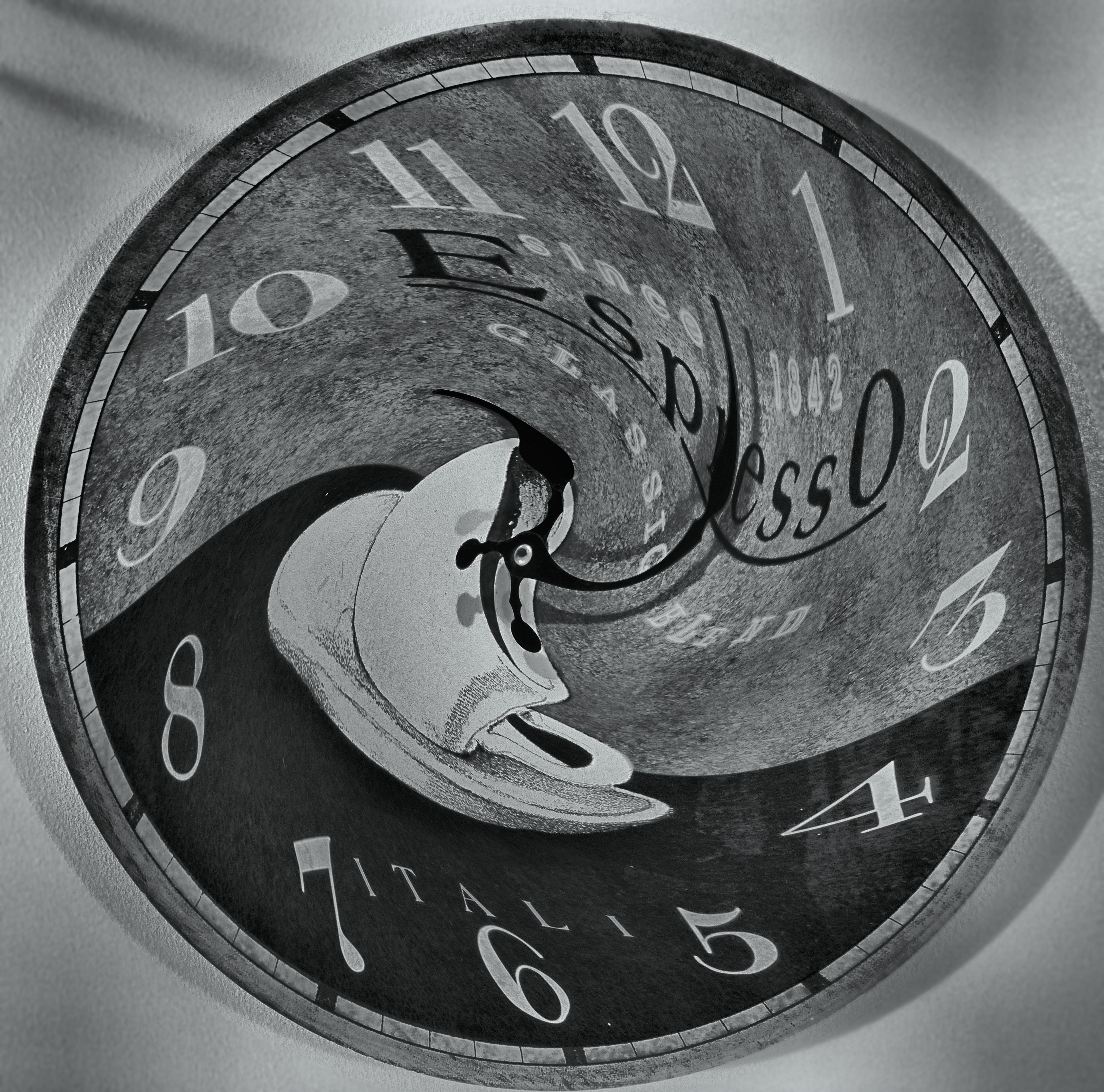

الحلقة الزمنية هي جهاز رسم حيث يعيد الأشخاص تجربة فترة زمنية تتكرر، أحيانًا أكثر من مرة، مع بعض الأمل في الخروج من دائرة التكرار. يستخدم مصطلح «حلقة زمنية» أحيانًا للإشارة إلى حلقة سببية؛ ومع ذلك، فإن الحلقات السببية لا تتغير وتتولد ذاتيًا، في حين يتم إعادة ضبط حلقات الوقت باستمرار: عند استيفاء شرط معين، مثل تصل وفاة شخصية أو ساعة إلى وقت معين، تبدأ الحلقة مرة أخرى، مع احتفاظ شخصية أو أكثر بالذكريات من الحلقة السابقة.

## تاريخ
يتم استخدام مثال مبكر لحلقة زمنية في القصة القصيرة «مضاعفة ومضاعفة» لمالكولم جيمسون التي ظهرت في فبراير 1941 غير معروف. تحكي القصة عن شخص شتم عن طريق الخطأ لتكرار يوم «مثالي»، بما في ذلك رهان محظوظ، وترقية، وسرقة بنك فاشلة بطولية، واقتراح زفاف ناجح. ومن الأمثلة المبكرة الأخرى القصة القصيرة لعام 1973 الساعة 12:01 بعد الظهر وفيلمها عام 1990، والفيلم السوفيتي مرآة للبطل (1988)، وفيلم هوليوود جراوندهوج (1993).

### الثقافة الشعبية اليابانية
الحلقة الزمنية هي حبل مألوف في وسائل الإعلام ثقافة البوب اليابانية، وأنيمي خاصة. استخدامه في الخيال الياباني يعود إلى رواية ياسوتاكا توسوتوسي للخيال العلمي، الفتاة التي قفزت عبر الزمن (1965)، واحدة من أقدم الأعمال لميزة حلقة زمنية، حول فتاة في المدرسة الثانوية الذي يحيي مرارا وتكرارا في نفس اليوم. تم تكييفها في وقت لاحق إلى 1972 يعيش العمل المسلسل التلفزيوني الياباني، ضرب 1983 فيلم حية العمل، فيلم أنيمي 2006، و2010 فيلم حية العمل. كان فيلم الحركة الحية 1983 من فيلم الفتاة التي قفزت عبر الزمن نجاحًا كبيرًا في شباك التذاكر في اليابان، حيث كان ثاني أعلى فيلم ياباني حقق إيرادات في عام 1983. سرعان ما تبع نجاحها العديد من الأنيمي والمانجا باستخدام مفهوم حلقة الوقت، بدءًا من فيلم أنيمي مامورو أوشي أوروسي ياتسورا 2: حالم جميل (1984)، ثم سلسلة مانغا وأنيمي كيماغوري أورانج رود (1984-1988).

## لغز الحلقة الزمنية
تركز القصص مع حلقات الوقت عادة على تعلم الشخصية من كل حلقة متتالية عبر الزمن. جيريمي دوغلاس، جانيت موراي، نوح فالشتاين وغيرهم يقارنون حلقات الوقت مع ألعاب الفيديو وغيرها من وسائل الإعلام التفاعلية، حيث شخصية في حلقة يتعلم عن بيئتهم أكثر وأكثر مع كل حلقة عابرة، وتنتهي حلقة مع إتقان كامل لبيئة الحرف. شيلا غارسيا-كاتلان وآخرون تقديم تحليل مماثل، قائلا أن الطريقة المعتادة لبطل الرواية للخروج من حلقة زمنية هو اكتساب المعرفة، وذلك باستخدام الذكريات المحتفظ بها للتقدم والخروج في نهاية المطاف الحلقة. ثم تكون حلقة الوقت عملية لحل المشاكل، ويصبح السرد أقرب إلى لغز تفاعلي.
عرض حلقة زمنية كما لغزا محيرا أدى في وقت لاحق إلى ألعاب الفيديو التي تتركز على ميكانيكي حلقة الوقت، وإعطاء لاعب القدرة على التعلم ومعرفة القواعد نفسها. ألعاب مثل أسطورة زيلدا: قناع ماجورا، مينيت، وحشية مثير، البرية الخارجية، و 12 دقيقة تم تصميمها للسماح للاعب لمعرفة تسلسل الحلقة من الأحداث ومن ثم التنقل حرفهم من خلال حلقة في الوقت النهائي لإكمال اللعبة بنجاح. وفقا لراؤول روبيو، الرئيس التنفيذي لشركة تيكيلا يعمل التي أنشأت وحشية مثير، «الوقت الحلقات تسمح للاعبين لتدريب للحصول على أفضل في اللعبة، وأسرع وأكثر ذكاء، من خلال تجربة من وضع البداية الثابتة، ورؤية ما يعمل على المضي قدما داخل حلقة وإضافة شيء آخر إلى هذا الهيكل لبناء عملية صلبة.»